# Murales de Dunhuang

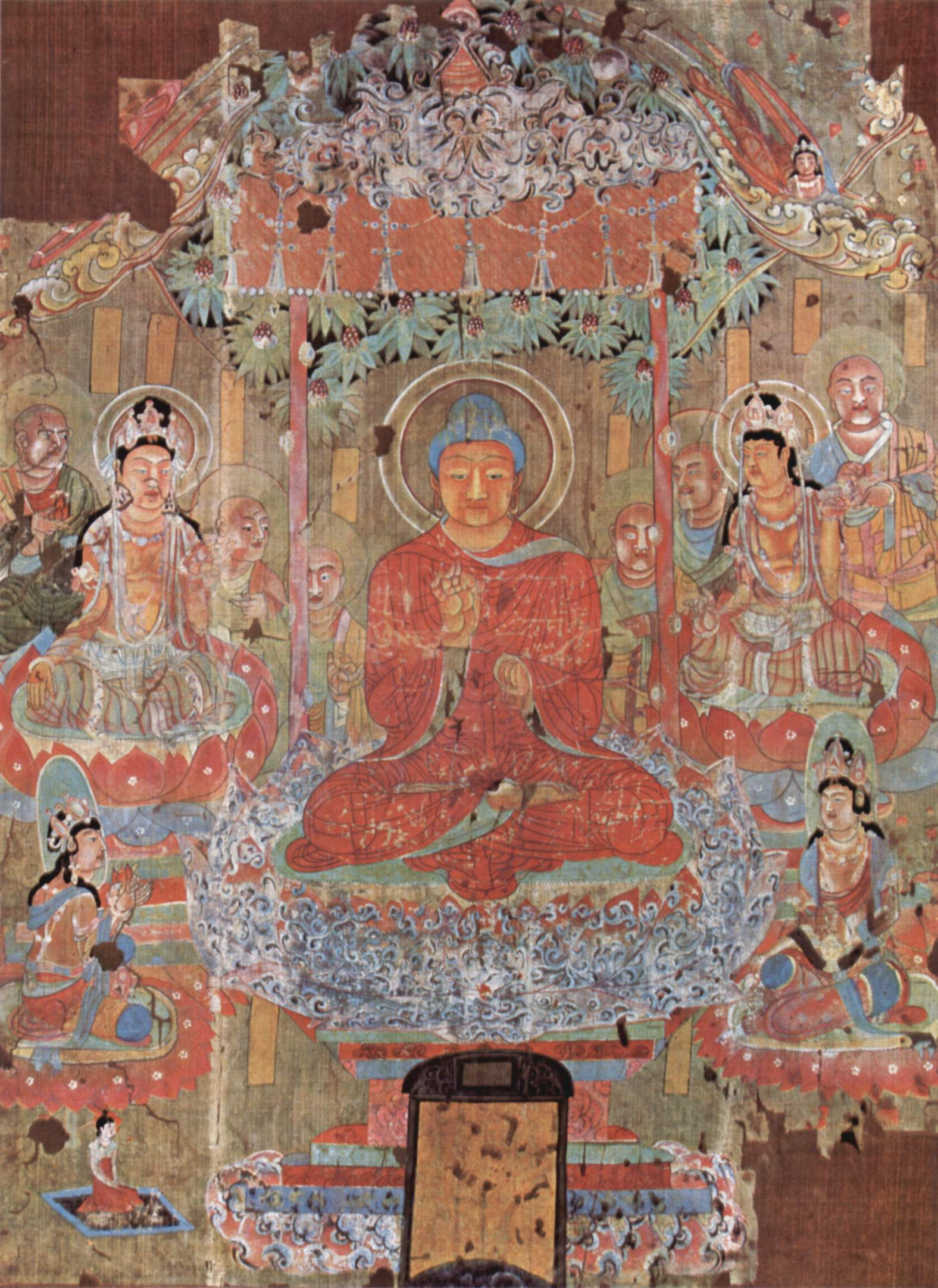
Pintura de los murales de Dunhuang.

Los murales de Dunhuang, como su propio nombre indica, son un grupo de murales ubicados en las grutas de Mogao, situadas en el municipio de la república popular China Dunhuang, en la administración de Jiuquan. Recientes investigaciones indican que las cuevas fueron construidas y excavadas a partir del año 366 d. C.
Los murales están formados por diversas pinturas, entre las cuales se pueden distinguir varios personajes mitológicos de la literatura China, tales como: las ninfas celestiales volantes, uno de los personajes mitológicos más famosos de la literatura China. Los tamaños de las ninfas volantes celestiales varían desde los 6 centímetros hasta los 2 metros dependiendo de su importancia. Los murales están ubicados en Dunhuang, debido a que este fue uno de los principales lugares de acceso del budismo a China. Uno de los personajes que se ha logrado reconocer en los murales es Siddhārtha Gautama.   

### Historia
Desde el siglo IV hasta el siglo XIV, los monjes budistas de Dunhuang coleccionaron todo tipo de escrituras traídas del oeste. Muchos peregrinos pasaron por la zona, pintando murales en el interior de las cuevas. Estos murales cubren una superficie que ronda los 42.000 m². Contienen más de 2500 esculturas pintadas. En el siglo XIV las cuevas fueron abandonadas.   
Los murales construidos durante la dinastía Wei del norte tienen un aspecto bastante simple y están fuertemente marcados por la influencia india. Los que se construyeron durante la dinastía Sui son más realistas y detallados. Las cuevas que se pintaron durante la dinastía Tang son mucho más desarrolladas y sus paisajes incluyen multitud de personajes. Durante la dinastía Song se continuó con esta perfección. Finalmente su construcción entró en decadencia durante el periodo de la dinastía Yuan.   

Las cuevas de Mogao son consideradas las grutas budistas más importantes de China, junto con las de Longmen y las de Yungang.

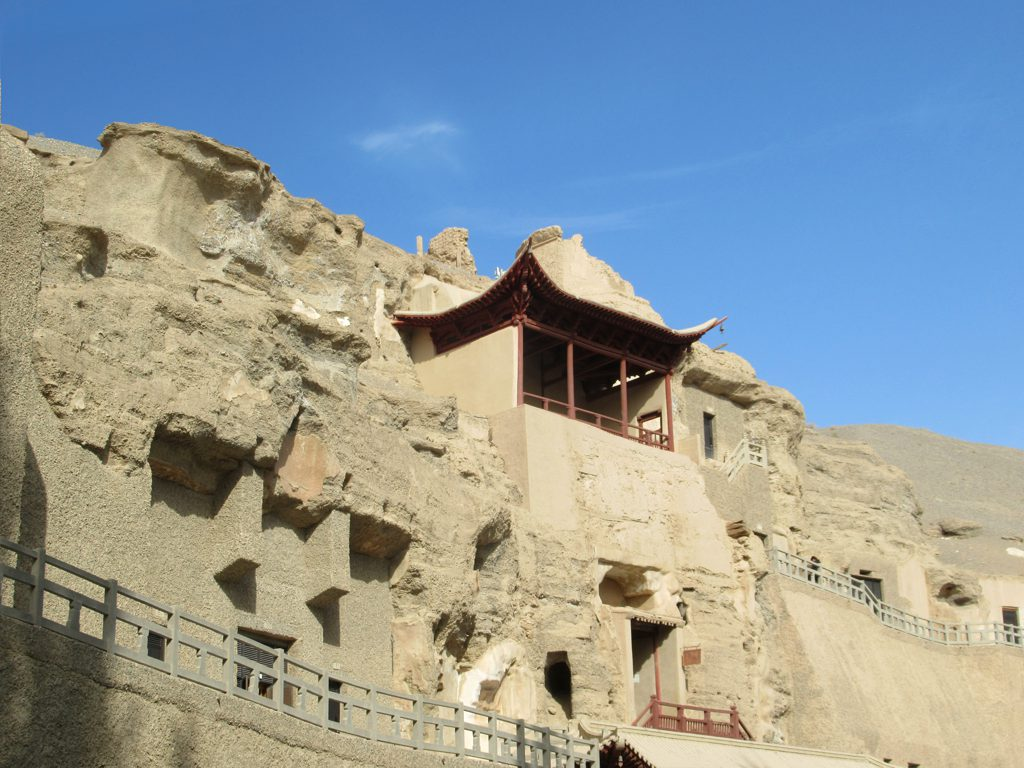
Vista exterior de las grutas de Mogao.